# Strada Patriei
Strada Patriei este situată în centrul istoric al municipiului București, în sectorul 3.  

## Descriere
Strada pornește din Bulevardul Corneliu Coposu și este orientată de la sud spre nord pe cca. 100 de metri, apoi cotește spre est și continuă pe încă 70 de metri până la strada Bărăției.

## Legături externe
- Strada Patriei pe hartă, www.openstreetmap.org
- Strada Patriei pe Flickr.com
- Strada Patriei pe Google maps - street view